# Magister militum
Magister militum (дословно „господар војника“) био је чин коришћен у позном Римском царству од времена Константина Великог. Означавао је најчешће високог војног официра. Био је обично у прилици да контролише или да прилично утиче на одлуке цара, као што је то био случај са Стилихоном, Рицимером, Одоакром или неким другима.
Постојала је и „мања“ верзија ове титуле-положаја. Када би се уз име magister militum додавао назив територије-провинције (на пример magister militum per Thracias) онда није био у питању главни војни командант у Царству, већ главни војни командант на тој територији.

## Списак
- Флавије Баутон
- 352—355: Клаудије Силван
- 389—394: Арбогаст
- 394—408: Стилихон
- 410—421: Констанције III
- 433—454: Аеције
- 455: Авит
- 455—472: Рицимер
- 472—473: Гундобад
- 475—476: Орест

### 
- 425—433: Аеције
- 450—464: Егидије

- 530—536: Мунд

- 460s—471: Аспар
- 483—488: Теодорик Велики
- c.503—505: Ареодобин